# Gioan Baotixita Nguyễn Sang
Gioan Baotixita Nguyễn Sang (sinh năm 1973) là một Linh mục Công giáo người Việt Nam, người sáng lập chương trình "Tiếng hát vì người nghèo", dùng tiếng hát của mình để quyên góp cho các chương trình từ thiện cho người nghèo.

## Cuộc đời và đạo nghiệp
Tên thật của ông là Nguyễn Tấn Sang, sinh ngày 23 tháng 9 năm 1973 tại tỉnh Gò Công (ngày nay là thành phố Gò Công thuộc tỉnh Tiền Giang). Tên thánh của ông được đặt theo Thánh Gioan Baotixita (John Baptist), hay Gioan Tẩy giả. Ông là người con thứ tư và cũng là trai út trong gia đình. Từ nhỏ, ông đã thể hiện sự yêu thích âm nhạc, đã tham gia nhiều chương trình văn nghệ ở trường và nhà thờ.
Về học vấn, thuở nhỏ, Nguyễn Sang theo học ở quê nhà. Năm 1991, ông tốt nghiệp phổ thông trung học tại trường Trương Định Gò Công. Năm 1995, ông tốt nghiệp chuyên ngành âm nhạc của trường Đại học Văn hóa Hà Nội - Chi nhánh II tại Thành phố Hồ Chí Minh.
Sau khi tốt nghiệp đại học, năm 1995, ông thi vào lớp dự tu của Giáo phận Mỹ Tho. Năm 1997, ông thi vào Đại chủng viện Thánh Giuse Sài Gòn. Ngày 27 tháng 6 năm 2002, ông được phong chức phó tế. Ngày 7 tháng 12 năm 2005, ông được thụ phong linh mục tại Nhà thờ chính tòa Mỹ Tho.
Trong những năm sau đó, Linh mục Nguyễn Sang lần lượt được phân công làm Phó xứ các giáo xứ Ba Giồng, Chợ Bưng, Tân Hiệp thuộc Giáo phận Mỹ Tho. Năm 2008, ông được bổ nhiệm làm Chánh xứ Nhà thờ Tân Hiệp. Đến ngày 17 tháng 3 năm 2011, ông được bổ nhiệm làm Linh mục chánh xứ Nhà thờ Ba Giồng, kiêm Giám đốc Trung tâm Hành hương Ba Giồng, thánh địa hành hương của Giáo phận Mỹ Tho.
Ngày 5 tháng 3 năm 2019, ông chính thức nhận chức vụ mới là Trưởng ban Caritas Giáo phận Mỹ Tho. Song song cùng công việc này, ông tiếp tục đảm đương các vai trò Linh mục chánh xứ Nhà thờ Ba Giồng, kiêm Giám đốc Trung tâm Hành hương Ba Giồng.

## Hát thánh ca
Từ năm 2005, chương trình "Tiếng hát vì người nghèo" ra đời. Trong album đầu tiên với chủ đề "Dấu ấn" được phát hành 500 bản, chỉ trong vòng một tuần đã được bán hết. Sau nhiều lần tái bản, album đã phát hành đạt con số kỷ lục là 100.000 bản.
Nhiều ca khúc do Linh mục Nguyễn Sang trình bày cũng đã được các mạng âm nhạc như Zing giới thiệu. Trên YouTube, các bài hát dưới "nghệ danh" J.B Nguyễn Tấn Sang cũng có lượt xem rất lớn và nhiều người hâm mộ.. Sau thành công ban đầu, đến cuối năm 2011, ông đã thu âm được 16 album với số lượng phát hành tổng cộng hơn 750.000 bản CD . Tính đến năm 2015 là 32 album được phát hành.
Ngoài việc phát hành trong nước, Linh mục Nguyễn Sang đã sang Mỹ, Úc và Canada phối hợp cùng với các ca sĩ tổ chức chương trình văn nghệ và phát hành CD trong cộng đồng người Việt, tại một số tiểu bang ở Mỹ và Canada.

## Thành quả
Qua hơn 6 năm miệt mài làm từ thiện bằng tiếng hát của mình, tính đến nay ông đã thu được khoảng 7 tỷ đồng. Số tiền này đã dùng để xây 135 căn nhà tình thương, cấp hơn 500 suất học bổng cho học sinh nghèo, giúp 600 xe lăn và 100 xe lắc tay cho người khuyết tật ở nhiều tỉnh, thành. Mỗi 2 tháng thì chương trình "Tiếng hát vì người nghèo" lại đến với khoảng 500 người nghèo, không phân biệt tôn giáo. Ngay tại giáo xứ Ba Giồng, cứ vào thứ sáu hằng tuần, nhà thờ đều tổ chức nấu ăn và mang tới tận nhà cho khoảng 100 người có hoàn cảnh khó khăn, dị tật.
Ngoài việc giúp mổ sáng mắt cho hơn 5.000 người già, giới thiệu cho hơn 400 trường hợp được mổ tim, đồng thời trực tiếp giúp tiền để mổ tim cho hơn 20 trường hợp . Có 850 thành viên tự nguyện tham gia cùng với Linh mục Nguyễn Sang trong các chương trình đồng hành giúp người nghèo vượt qua nghèo khó.

## Đánh giá
Theo nhận xét của Giám mục Phaolô Bùi Văn Đọc thì đây là một linh mục tham gia hoạt động từ thiện tiêu biểu nhất của giáo phận Mỹ Tho.